# Kerk van de Heilige Apostel Matthias en de Moeder Gods
De Kerk van de Heilige Apostel Matthias en de Moeder Gods (Russisch: Церковь апостола Матфия и Покрова Пресвятой Богородицы) was een Russisch-orthodoxe Kerk in het centrum van Sint-Petersburg. De kerk is een van de vele verloren gegane monumentale kerken van Sint-Petersburg en werd in 1932 opgeblazen.

## Geschiedenis
De oorsprong van de kerk ligt op het Hazeneiland, waar in 1703 een houten Petrus en Pauluskerk werd gebouwd. Deze kerk werd in het jaar 1719 ontmanteld en herbouwd in het westelijke deel van wat tegenwoordig een stadspark vormt. Op 31 januari 1720 werd deze houten kerk opnieuw gewijd, maar nu onder de naam de heilige apostel Matthias. Omstreeks 1754 werd bij de Matthiaskerk een kapel ter ere van de Moeder Gods gebouwd. Er wordt beweerd dat Xenia van Sint-Petersburg tot de parochianen van de kerk behoorde, maar daarvoor ontbreekt elk bewijs.
In 1806 liet tsaar Alexander een stenen kerk bouwen en de oude gebouwen afbreken. Deze nieuwe kerk werd in de loop van de 19e eeuw herhaaldelijk verbouwd, maar de oude iconostase uit de in 1703 gebouwde kerk overleefde telkens weer de verbouwing. De klokkentoren werd in de jaren 1889-1890 gebouwd naar een ontwerp van Vladimir Iljitsj Karpov.
In 1923 kreeg de kerk de status van kathedraal, maar lang zou de kerk de anti-religieuze politiek van de overheid niet overleven. Op 25 juli 1932 werd de kerk met twee explosies opgeblazen. De hopen puin werden vervolgens met aarde bedekt. De plaats waar de kerk stond werd een deel van de groenvoorziening en kreeg verder geen bijzondere bestemming.
Een studie in 2001 over de kerk resulteerde in de opname van de locatie op de lijst beschermde monumenten van geschiedenis en cultuur.
Sinds juli 2001 komt een groep gelovigen elke woensdag bijeen om op de plaats van de vernietigde kerk diensten te houden en op feestdagen worden er processies georganiseerd. Zij hebben het doel om op de oude plaats de kerk te herbouwen. Op 25 mei 2007 werd op de plaats een groot orthodox kruis opgericht. Vanaf 2008 werd er op de plaats archeologisch onderzoek verricht. Van de oorspronkelijke inrichting van de kerk werd een deel in beslag genomen; een ander deel verdween naar de andere kerken, maar men hoopte toch nog voorwerpen als iconen en liturgische vaatwerk tussen het begraven puin te kunnen vinden.

## Afbeeldingen

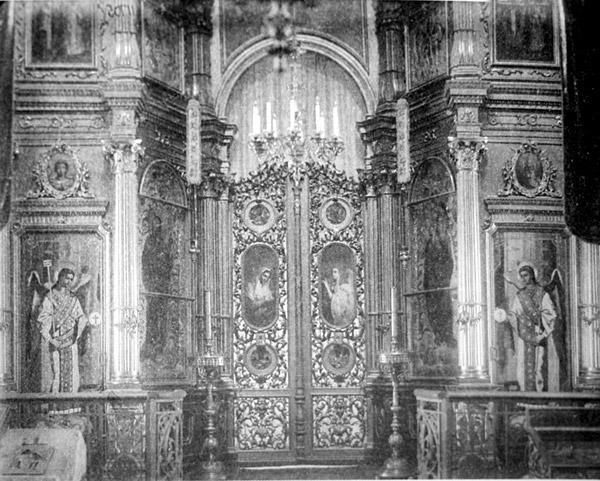
foto iconostase circa 1900
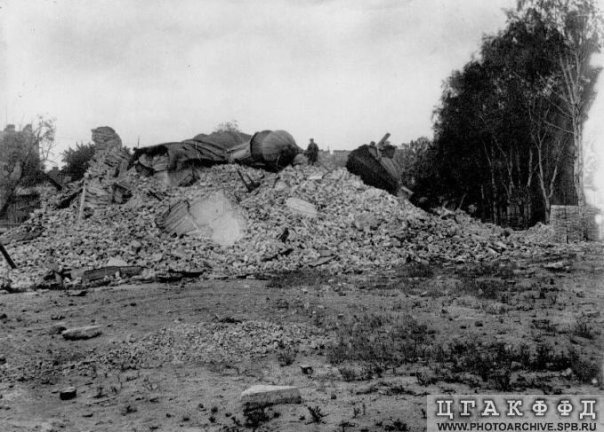
De kerk na de sloop (1932)